# Alberto Esteban Panzano
Alberto Esteban Panzano (ur. 6 stycznia 1943 w Saragossie) – hiszpański lekkoatleta, średniodystansowiec.
Odpadł w eliminacjach biegu na 800 metrów na mistrzostwach Europy w 1962 w Belgradzie. Na europejskich igrzyskach halowych w 1966 w Dortmundzie zajął w tej konkurencji 4. miejsce, a na mistrzostwach Europy w 1966 w Budapeszcie 7. miejsce.
Na europejskich igrzyskach halowych w 1968 w Madrycie zdobył dwa srebrne medale: w biegu na 800 metrów (wyprzedził go tylko Noel Carroll z Irlandii) i sztafecie 3 × 1000 metrów (sztafeta hiszpańska biegła w składzie: Esteban, Enrique Bondia i Virgilio González).  Odpadł w eliminacjach biegu na 1500 metrów na halowych mistrzostwach Europy w 1971 w Sofii. 
Był mistrzem Hiszpanii w biegu na 800 metrów w latach 1964–1966, a w hali mistrzem Hiszpanii w biegu na 1000 metrów w 1966 i 1967 oraz w biegu na 1500 metrów w 1970 i 1972.
Dwukrotnie poprawiał rekord Hiszpanii w biegu na 800 metrów do wyniku 1:47,4 (4 września 1966 w Budapeszcie) i jeden raz w biegu na 1500 metrów czasem 3:41,3 (2 lipca 1968 w Sztokholmie).